# 林飞龙

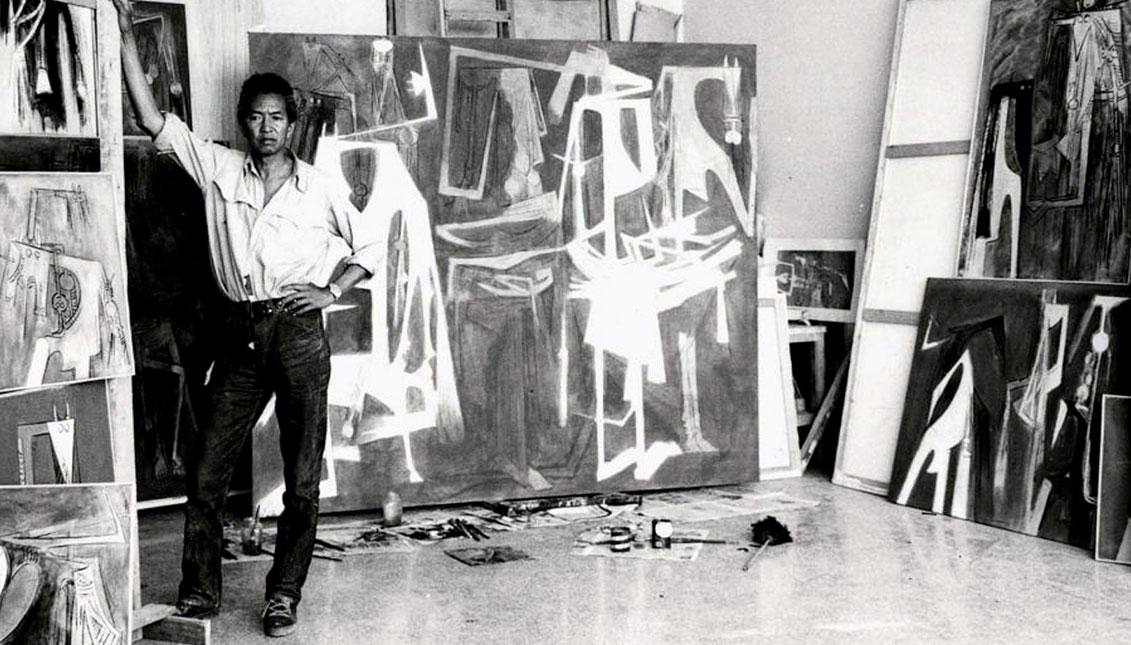
Wifredo lam in his studio, 1964

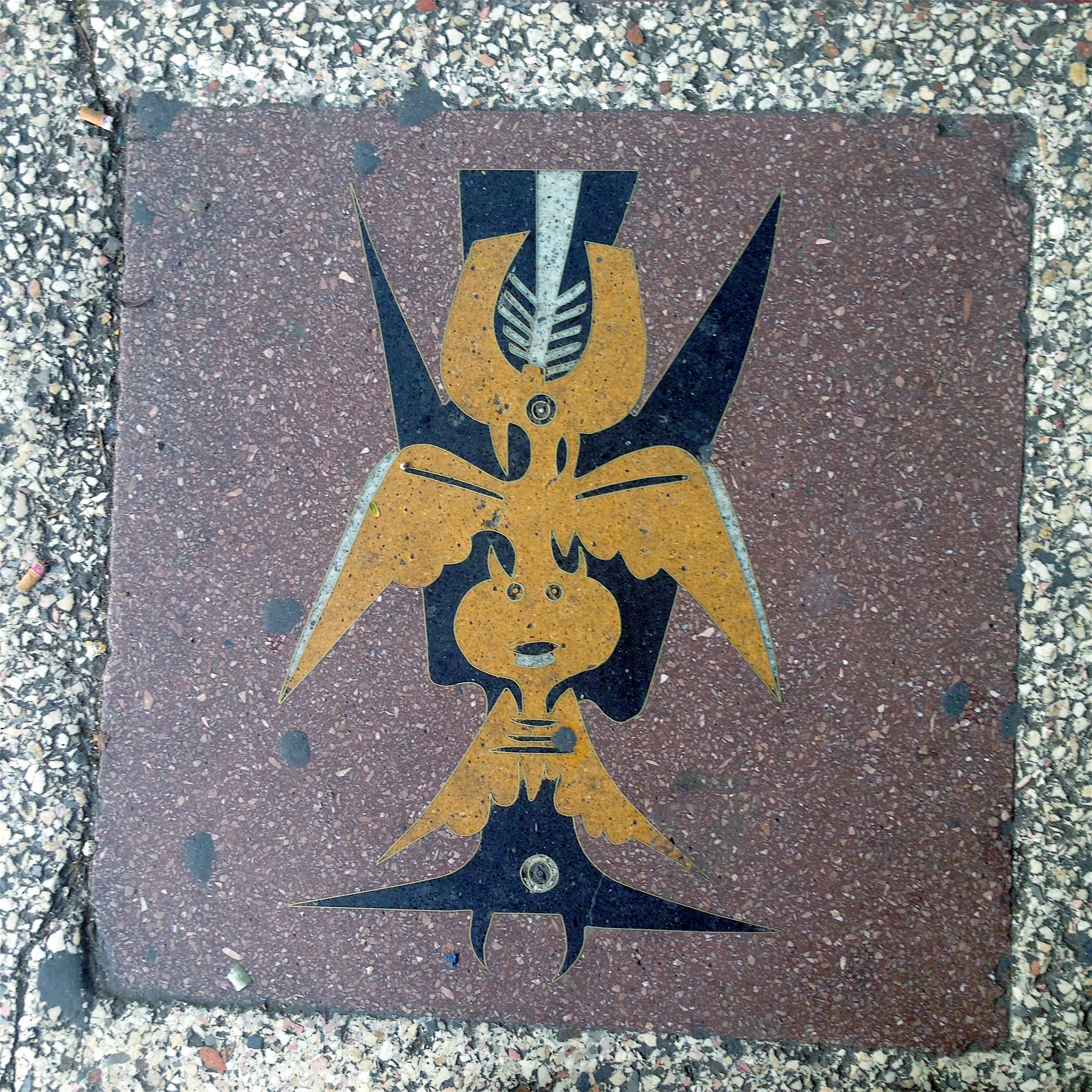
Wifredo Lam, Zambezia, Zambezia, oil on canvas, 1950, Solomon R. Guggenheim Museum

林飞龙（1902年12月8日—1982年9月11日），（西班牙文：Wifredo Óscar de la Concepción Lam y Castilla，音譯：威尔弗雷多·奥斯卡·德拉康塞普西翁·林·伊·卡斯蒂利亚），又簡譯為威爾弗雷多·林，更广为人知的名字是 Wifredo Lam，他是古巴超现实主义画家，致力于描绘和复兴经久不衰的非裔古巴精神和文化。
他的母亲是前刚果女奴和古巴混血儿的女儿，父亲是来自广东的林姓华人移民。曾于西班牙学艺，西班牙内战爆发后游历法国，结识毕加索和安德烈·布勒东等人，受到毕加索的赏识。1942年回到古巴，其画作以超现实主义与立体派的技法融合西印度群岛的宗教及神话。《亚当与夏娃》、《丛林》、《达巴拉的阿巴拉契之舞，唯一的神》、《聚会》等名作均以原始森林为素材，充满象征意味。他注重线条，画的色彩一般偏暗。1964年在古根海姆国际美术展上获奖。:182

## 早年
林飞龙1902年12月8日出生在大薩瓜，是家中幼子。父亲林颜从广东经旧金山、墨西哥移民古巴，生下他时已82岁。林颜懂多种汉语方言，也常为当地华人代笔写信，政治上支持辛亥革命。母亲具有西班牙人、印第安人和黑人血统。母亲常给他讲故事，比如混血儿何塞·卡斯蒂利亚因遭不公正判决而打死一名骗取他土地的西班牙人，结果被砍右手消失于丛林的悲惨故事。飞龙的教母曼托尼加·威尔逊是当地巫医，精于招雷神祛除病魔的仪式，童年的林飞龙也善于幻想，她便想让他继承自己，可林却以自己不是纯非裔血统拒绝了。:6-9
童年时林已能熟练运用铅笔创作速写，12岁给父亲画的肖像已然线条感十足。1915年则以写实手法创作了风景画《海边》。1916年林被父亲送往哈瓦那读法律，同时继续学习绘画艺术。他对圣亚里杭德罗美术学院的传统艺术教育不感兴趣，便常常私自到街上、植物园里去写生。1923年，哈瓦那美术家与雕塑家协会的美展展出了林的作品。同年他的画作还被家乡的文化厅展出。不过，不久他即决定到欧洲深造。:11-14

## 西班牙
1923年底，林抵达西班牙马德里，师从费尔南多·阿尔瓦雷斯·德·索托马约尔·伊·萨拉戈萨。林早上到普拉多美术馆听索托马约尔的课，下午则到自由学院学习，受到反体制思潮的侵染。在普拉多林得以目睹委拉斯开兹和戈雅等人的画，他觉得不对自己的路子，而更喜欢耶罗尼米斯·博斯、老彼得·布吕赫尔等荷兰画家那些充满人道色彩的画作。这期间林参观了西班牙國立考古博物館，对那些史前艺术品十分欣赏。:18-20
在马德里，林认识了许多古巴艺术家和作家阿莱霍·卡彭铁尔，有时也离开首都到乡下考察。1929年娶一农村女子艾娃·皮里斯为妻，次年得子，然而两年内母子均因肺结核死去。这期间林化了一些描述农村生活的肖像画。1926年的《客栈风景》用几何图形处理建筑物，采用了分析与综合的方法。1932年与他的朋友们一起支持西班牙共和党，还参加了宣传部的工作。1936年创作了具有装饰风格的《窗户》，显示出马蒂斯的影响。1937年因肠炎住院，期间结识了雕塑家马诺洛，经他介绍认识了毕加索。:22-26

## 法国
在西班牙居住14年后，林飞龙前往巴黎。在一次法国印象派画展上他碰见了毕加索，二人一见如故，毕加索亲切的称林为“堂弟”。经由毕加索，林得以与费尔南·莱热、亨利·马蒂斯、喬治·布拉克、胡安·米羅、保罗·艾吕雅、特里斯坦·查拉等艺术家和评论家结识。他接触了当时各类艺术运动，并与作家安德烈·布勒东和本杰明·佩雷特经常往来。不久他与经纪人皮埃尔·勒布签约，1936年6月30日更举办了首次个人展。这一时期林的画作，如《人物》（1939）、《横卧着的裸女》（1939）、《长发裸女》（1940），均由人物占据画面大部、细节简化，尝试运用图示化或平面化的手法，没有明显的主题。:27-30
林飞龙的人物画往往没有特别的表情，他画了《父与子》、《灾难》来表现人类的苦难，《西班牙的灾难》（1938）以西班牙内战为题，画了两个非常悲伤的女人。林巴黎时期的画作明显受毕加索的影响，他很欣赏后者对非洲传统美术风格的吸纳。1938年他画的一系列母亲形象就与象牙海岸表现部落母亲的雕塑十分神似。战争日益临近，林经波尔多前往马赛，与一些超现实主义者（包括布勒东）相聚。:32-44

## 重返古巴
由于希特勒的侵略，林飞龙、布勒东和他们的同伴一起离开法国，抵达西印度群岛的马提尼克岛。他们住了一个多月，与宣扬黑人文化的诗人艾梅·塞泽尔相遇，后者的理念给了林飞龙很大鼓舞。由于遭到不友善对待，最后布勒东于1941年去了纽约，林飞龙则选择回归祖国。他目光所及，发现种族歧视的情况并未好转，当地流行着腐化堕落的生活。他拒绝为观光作画，而坚持表现黑人精神。期间曾任哈瓦那室内交响乐团副团长，并经常下乡采集民间音乐。:54-57
1941至1942年的作品，常将面孔常加以变形，如《婚礼》（1942）中，新娘的脸被处理成水牛或河马的模样。而1943年的《私语》已体现出其画风的明显转变，简化手法已被削弱，代之以多元重叠。人物上半部类似奥立沙雕塑，极具神秘主义色彩。:58-611942年至1943年创作的《丛林》是林飞龙的代表作之一，垂直与斜线、植物动物和人体部分的组合形成了画作的韵律感，弥漫着一种不和谐感，描绘了一个充满威胁、侵略和死亡的地带。林的一个朋友曾对他说，这幅画的精神颇似中世纪的地狱。米歇尔·莱里斯认为画中四个生物不只对应古典宇宙论的四元素，也提示了“战争的恐怖面貌，还有化身的希望场所”。而阿兰·茹弗鲁瓦则称它像一篇代表第三世界艺术的第一篇革命性宣示。林飞龙自己则称想要描述“人类地球动乱的宿命”。:62-64
林的作品受到宗教仪式的影响很大，《阴郁的马伦波，十字路之神》（1943）描绘十字路神为人们指出出路，《奥哥昂》（1945）描绘了金工、农夫和铁匠的守护神。1944年所作的《谷仓》、《渗透之歌》则表现求生本能，《永恒的当下》上刻画了四肢、睾丸、乳房、水果和三角刀等梦幻般的形象，左边是象征种族堕落的妓女，右边是一个拿刀的人，暗示混血儿的优柔寡断，右上角画了雷神，表现大自然的生命力。:68
1944年，他与德裔女化学家海伦·霍尔泽结婚，同年访问了海地和其他一些拉美国家。《婚礼》（1947）上出现了一颗向下吊着的牺牲者的头颅，《加勒比海公鸡》（1954）则画了鸟嘴形盾形物上突出的尖刺，极具侵略感。:72-75

## 晚年
1946年，他决定在意大利的小镇阿尔比索拉马里纳建立新的工作室。1947至1952年，林飞龙辗转于巴黎、纽约、哈瓦那三地。1950年与海伦离婚，1952年获哈瓦那沙龙大奖后定居巴黎。1960年与五年前相遇的瑞典艺术家卢·劳林结婚，后来育有3个孩子。1966年创作了向古巴革命致敬的《第三世界》。1968年在巴黎现代美术馆举行了个人回顾展。:84-85
1950年代的作品中，林飞龙的画法已离西方传统越来越远。他描绘神秘暴力的生物，采用超现实主义“精致尸体”手法，超越了族群来探索人类本质。:146在阿尔比索拉马里纳，林飞龙认识了阿斯格·强，开始对陶艺感兴趣。1961年一度中断，1975年又回归了这条道路。他的陶艺作品在当地的陶艺博物馆展出。:95
1982年9月11日，林飞龙逝世于巴黎。